# NGC 4520
NGC 4520 is een elliptisch sterrenstelsel in het sterrenbeeld Maagd. Het hemelobject werd op 23 maart 1789 ontdekt door de Duits-Britse astronoom William Herschel.
Waarnemers in de Benelux kunnen, aan de hand van NGC 4520, op zoek gaan naar de gordel van geostationaire satellieten. De telescoop met volgmechanisme dient naar NGC 4520 gericht te worden, de geostationaire satellieten bewegen traag doorheen het beeldveld.

## Synoniemen
- IC 799
- NPM1G -07.0367
- PGC 41748